# Artemis I
Az Artemis I (korábban Exploration Mission–1, röviden EM–1) az Artemis-program első ember nélküli, Hold-kerülő űrrepülése volt. Többszöri halasztást követően 2022. november 16-án indították el. Ez a Space Launch System (SLS) hordozórakétával első tesztrepülése, és egyúttal az első teljes kiépítésű Orion űrhajó első repülése. A NASA ezzel az űrrepülésre tért vissza a holdkutatáshoz, amit még az Apollo-programmal kezdett meg, hatvan évvel korábban. A program célja, hogy a Hold felszínén kialakítsa az emberi jelenlétet, amivel később a Mars kutatása is könnyebb lesz. Ezzel a küldetéssel tesztelték az Orion űrhajó rakétáját és hőpajzsát. Ugyanezt a holdkerülő repülést fogják végrehajtani az Artemis II űrrepülés során 2024-ben, de már személyzettel, majd ezt követi később az Artemis III küldetés, amelynél már a Holdra történő leszállást is célul tűzték ki.
Az Orion űrhajót 2021. október 20-án állították össze, amivel 1973 óta az első szupernehéz hordozórakéta lett, amit összeállítottak a NASA Vehicle Assembly épületében. 2022. augusztus 17-én előkészítették a rakétát az indításra, de az első két próbálkozást lemondták motorhiba és üzemanyag szivárgás miatt. Végül 2022. november 16-án UTC 06:47:44-kor (01:47:44 helyi idő szerint) indították el a rakétát.
Az SLS rakéta indítása a Kennedy űrközpont 39B indítóállomásáról történt. A Földkörüli pálya elérését követően a felső fokozat levált és a Hold felé indult, mielőtt tíz CubeSat műholdat bocsátott volna pályára. November 21-én repült el a Hold mellett először az Orion, mielőtt lelassított volna és december 5-én egy második alkalommal is körbejárta volna az égitestet.
Az Orion 2022. december 11-én tért vissza a Földre, 9:40-kor csapódott be a Csendes-óceánba. A küldetés célja az volt, hogy megállapítsák, hogy az Orion és a Space Launch System megfelelő-e az Artemis II-vel megkezdődő emberes küldetésekre, ami 2024-ben fog megtörténni. Az Artemis III lesz az első Holdra szállás öt évtized elteltével, az Apollo–17 után.

## Leírás
Az Artemis I az SLS hordozórakéta Block 1 változatát használta. Ez ötszegmensű szilárd üzemanyagot használ, amely 39 000 kN tolóerőt biztosít a startnál. A pálya fő szakaszán, a Space Shuttle által is igénybe vett négy RS–25D hajtóművet használta. A felső szakasz a Delta Cryogenic Second Stage-re épül, amely egyetlen RL10B–2 hajtóműből áll.
A pályára kerülés után az ICPS transz-hold injekciós égést hajtott végre, amely az Orion űrhajót és a tizenhárom CubeSat-ot a Hold felé irányította. Ezután az Orion elvált az ICPS-től és tovább folytatta útját a Holdig. Az ICPS telepítette a tizenhárom darab CubeSatot, tudományos kutatások végzésének céljából.
Az Orion űrhajó körülbelül 3 hetet töltött az űrben, ebből 6 napot a Hold körüli távoli retrográd pályán. Legalacsonyabb pályája nagyjából 130 kilométerre volt a Hold felszínétől, a Földtől legnagyobb távolsága 432 210 km volt.

### Idővonal
| Dátum                | Idő (UTC)           | Esemény                                      |
| Indítás              | Indítás             | Indítás                                      |
| -------------------- | ------------------- | -------------------------------------------- |
| November 16.         | 06:47:44            | Indítás                                      |
| November 16.         | 06:49:56            | Szilárd hajtóanyagú gyorsítórakéta elhagyása |
| November 16.         | 06:50:55            | Szervizmodul elhagyása                       |
| November 16.         | 06:51:00            | Mentőrakéta (LAS) elhagyása                  |
| November 16.         | 06:55:47            | Főmotor leállítása (MECO)                    |
| November 16.         | 06:55:59            | Core stage és az ICPS elhagyása              |
| November 16.         | 07:05:53 – 07:17:53 | Az Orion napelemének kinyitása               |
| November 16.         | 07:40:40 – 07:41:02 | Apszispont-manőver                           |
| November 16.         | 08:17:11 – 08:35:11 | ICPS TLI-égetés                              |
| November 16.         | 08:45:20            | Orion/ICPS elhagyása                         |
| November 16.         | 08:46:42            | A felső fokozat elhagyása                    |
| November 16.         | 10:09:20            | ICPS-égetés                                  |
|                      |                     |                                              |
| Út a Holdhoz         |                     |                                              |
| November 16.         | 14:35:15            | Pályajavító égetés                           |
| November 17–20.      |                     | Siklófázis                                   |
| November 21.         | 12:44               | Távozó égetés                                |
| A Hold körül         |                     |                                              |
| November 21–24.      |                     | Út a DRO-hoz                                 |
| November 25–30.      |                     | Távoli retrográd-pálya (DRO)                 |
| December 1.          | 21:53               | DRO-égetés                                   |
| December 1–4.        |                     | A DRO elhagyása                              |
| Visszatérés a Földre |                     |                                              |
| December 5.          | 16:43               | Közeli elhaladás                             |
| December 5–11.       |                     | Visszaút                                     |
| December 11.         | 17:40:30            | Földetérés                                   |

## Háttér

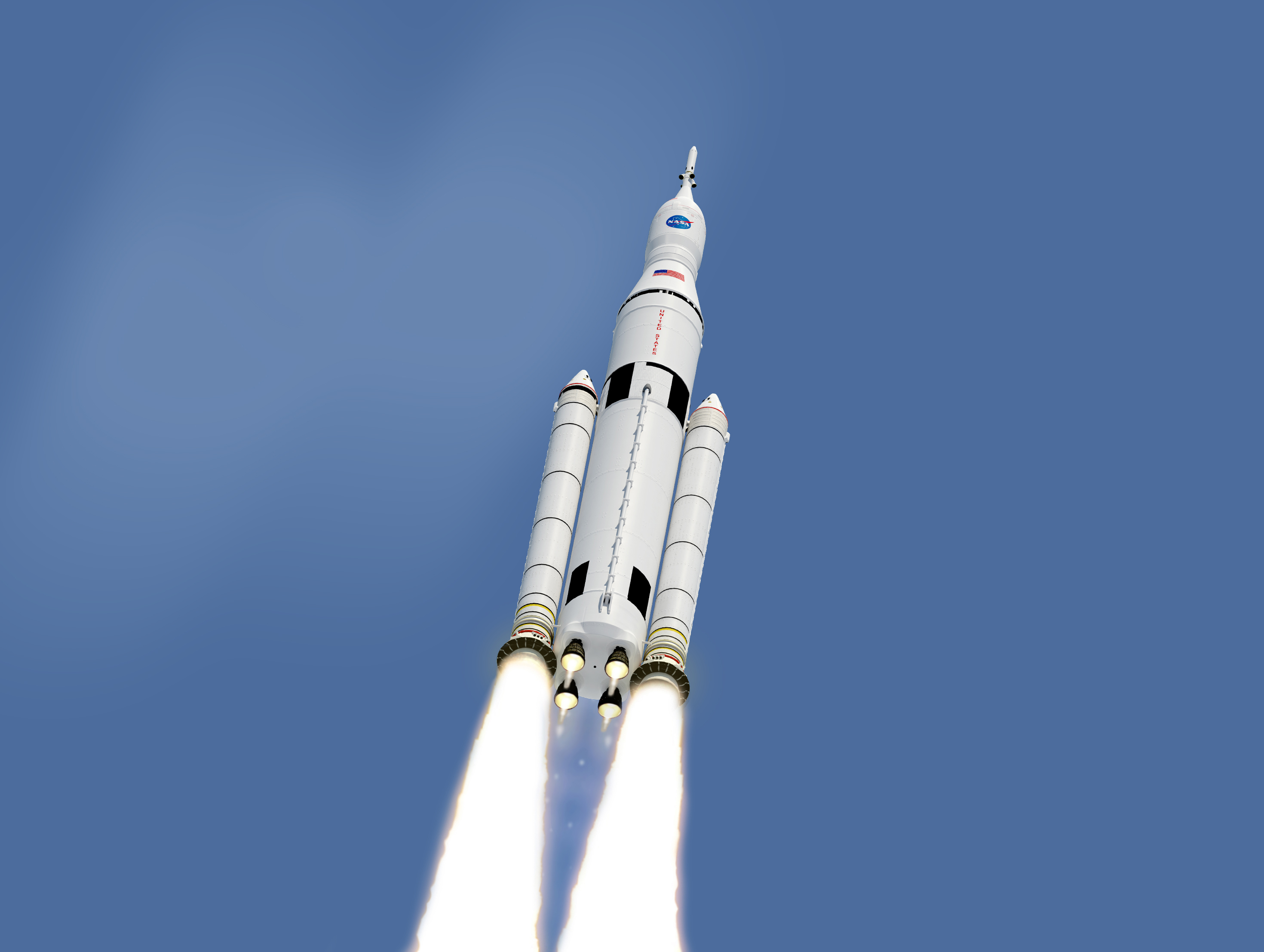
Az SLS indításának 2011-es illusztrációja

Az Artemis I először Exploration Mission 1 (EM–1) néven született meg 2012-ben, ami 2017-ben indult volna el, a Space Launch System első útjaként és az Orion második legénység nélküli küldetéseként. Az EM–1 első útja egy Hold körüli pályát követett volna, hét napos küldetése alatt.
2013 januárjában bejelentették, hogy az Orion kiszolgáló modulját az Európai Űrügynökség fogja fejleszteni és az European Service Module nevet fogja viselni. 2014 novemberének közepén az SLS építése megkezdődött a NASA Michoud Assembly Facility épületében. 2015 januárjában a NASA és a Lockheed Martin cég bejelentette, hogy az Orion struktúrája 25%-kal könnyebb lesz, mint az előző (EFT–1). Ezt összességében kilenc panel eltávolításával érték volna el, így csak héttel rendelkezett volna az űrhajó.
2017 februárjában a NASA kutatást indított arról, hogy lehetséges lenne-e már az első SLS-utat legénységgel kezdeni. Ha ez megtörtént volna két űrhajós lett volna a fedélzeten és rövidebb lett volna a misszió is. A NASA végül pénzügyi problémák miatt úgy döntött, hogy a kivitelezés egyszerűbb legénység nélkül.
2019 márciusában a NASA akkori igazgatója, Jim Bridenstine azt javasolta, hogy az Orion az SLS helyett helyett kereskedelmi rakétákat használjon, mint a Falcon Heavy vagy a Delta IV Heavy, hogy időben meg tudják kezdeni a missziókat. A misszióhoz két indítás lett volna szükséges: az egyik, ami az Oriont Föld körüli pályára állítja és a második, ami a felső fokozatot szállítja. Ezek dokkoltak volna és a felső fokozat a Hold irányába küldte volna az Oriont. Egy probléma ezzel az ötlettel a dokkolás kivitelezése lett volna, az Orion a tervek szerint a harmadik repülésig nem rendelkezett volna dokkoló mechanizmussal. Végül elvetették az ötletet.

### Tesztelések

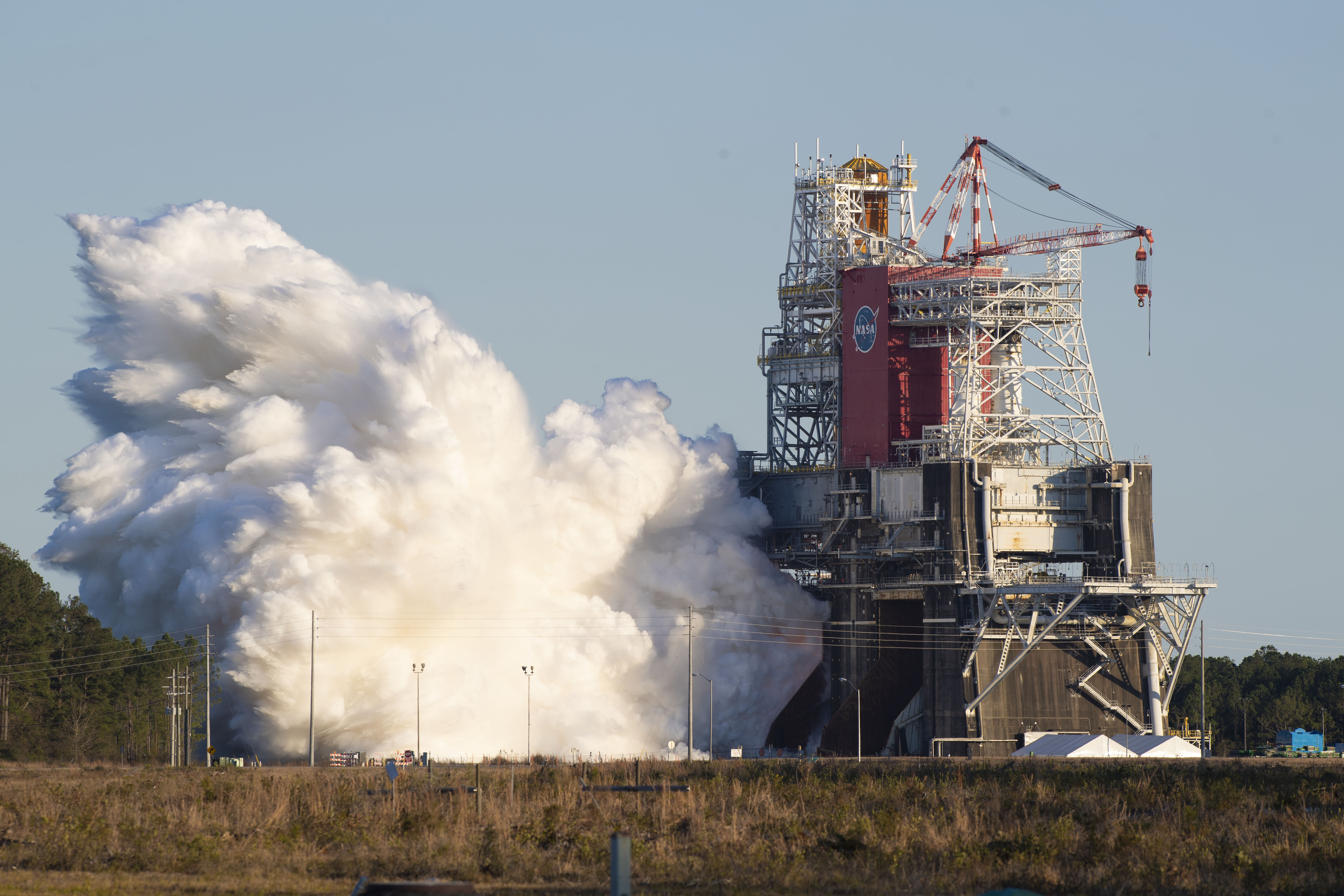
A motorok első beindítása 2021-ben

Az Artemis I fő fokozatát a Michoud Assembly Facility-ben állította össze a Boeing, az összes motorját 2019 novemberében szerelték be, az építése egy hónappal később ért véget. A Stennis űrközpontban végezték el a teszteket rajta, nyolc szakaszban:
1. Modális tesztek (vibrációs tesztek)
2. Avionika (elektornikai tesztek)
3. Hibamentesítő rendszerek
4. Meghajtás (a motorok beindítása nélkül)
5. Tolóerővektor-eltérítés irányító-rendszer (a motorok mozgatása)
6. Indítás-szimuláció
7. Teszt, folyékony rakéta-hajtóanyaggal
8. A motorok beindítása nyolc percre

Az első tesztet 2020 januárjában végezték el, probléma nélkül folytak le. 2021. január 16-án, egy évvel később történt az utolsó teszt, de a motorokat egy perc után leállították nyolc helyett. Ez az emelkedő nyomás miatt volt a hidraulikai rendszerekben, de ez egy indításnál nem okozott volna problémát. A tesztet újra elvégezték 2021. március 18-án, ekkor már tökéletes sikerrel. 2021 áprilisában hagyta el a fokozat a Stennis űrközpontot.

### Összeszerelés

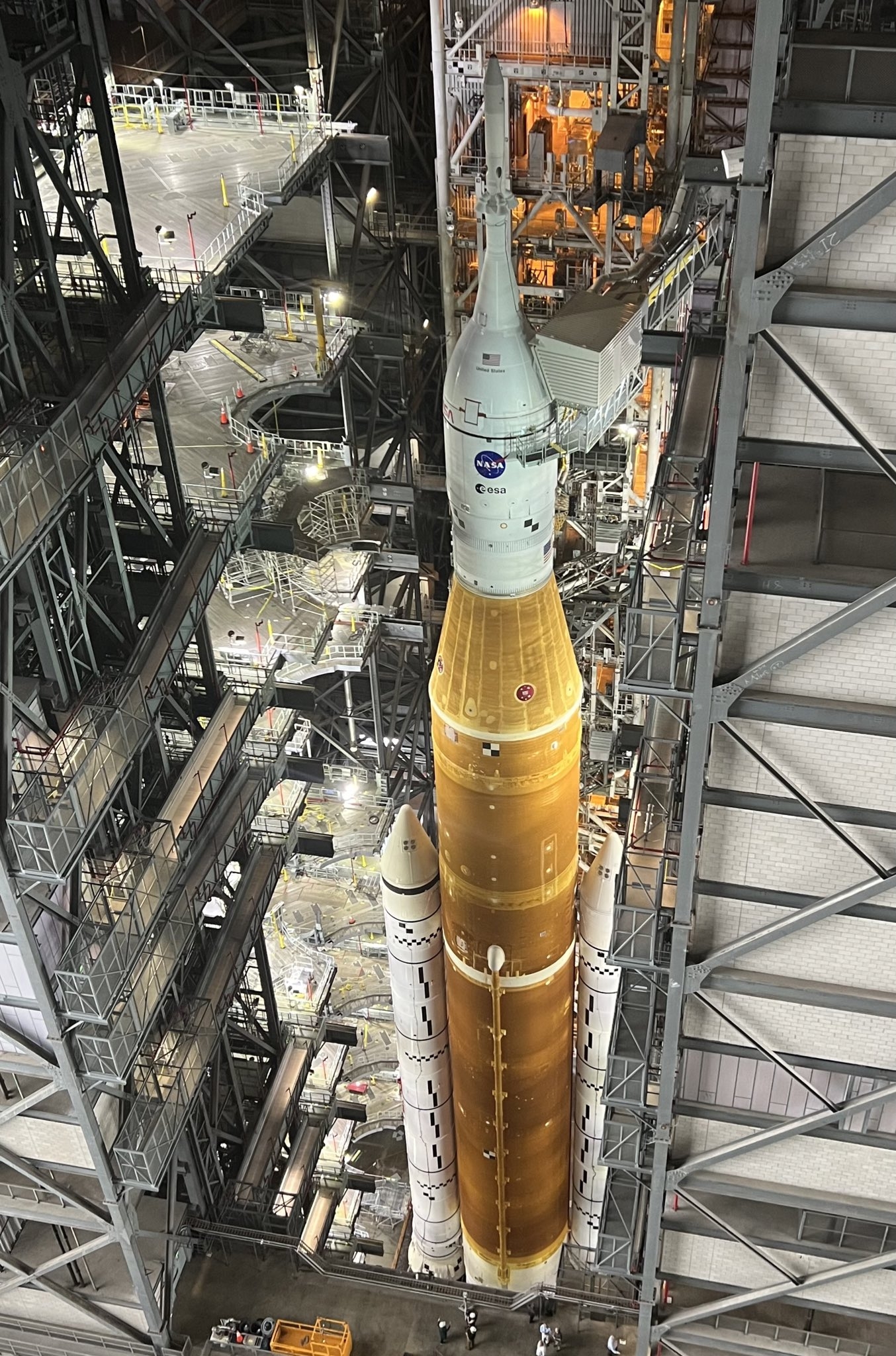
Az összeszerelt Artemis I a hármas számú csarnokban

Az átmeneti folyékony-meghajtású fokozat (ICPS) volt az Space Launch System első része, ami megérkezett a Kennedy Űrközpontba, 2017 júliusában. A rakéta összes fokozatának leszállítása csak három évvel később történt meg, 2020. június 12-én, vonattal. Az SLS LVSA-je pedig egy hónappal később, július 29-én érkezett meg. Az SLS összeszerelését a Vehicle Assembly Building harmadik csarnokában végezték el, a két gyorstó rakétaszakasszal kezdődött meg, 2020. november 23-án. Ezt követően szüneteltették a folyamatot, a tesztelések elhalasztása miatt, majd január 7-én kezdtek újra munkába. A gyorsítórakéták összeszerelése 2021. március 2-án ért véget.

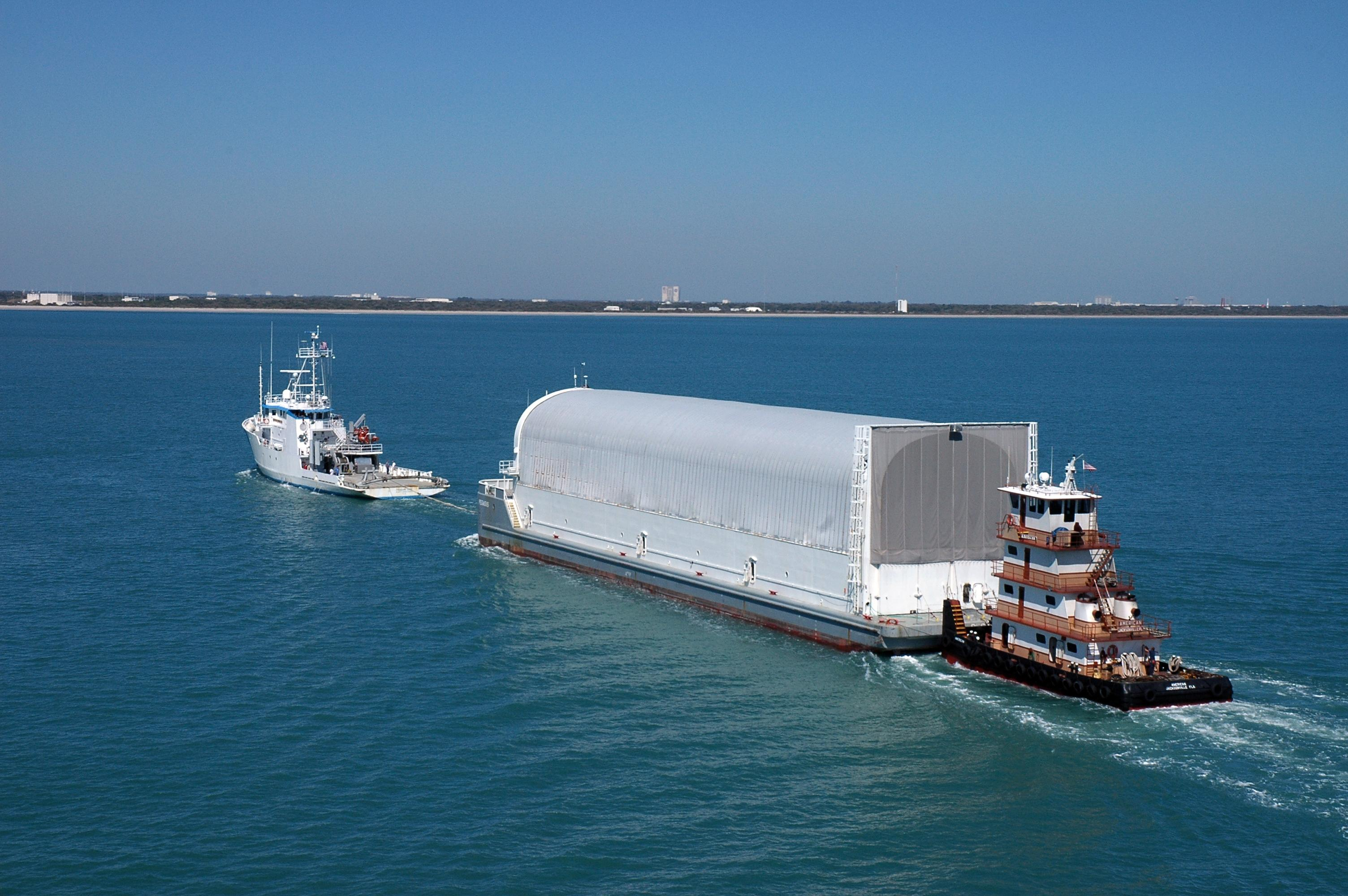
A CS–1 a Pegasus bárkán

A CS–1 2021. április 27-én érkezett meg egy bárkán az indítás helyszínére, a tesztelések befejezése után. A VAB-be két nappal később került át feljavításra és az összeszerelésre való felkészítésre. A CS–1 2021. június 12-én került fel a gyorsítórakétákra, míg az adapterét tíz nappal később szerelték fel. Az ICPS elhelyezése július 6-án történt meg, majd több tesztelés elvégzése után, október 8-án az Orion adaptere és a másodrangú teherszállító szakaszok is felkerültek.
Az Artemis I Orion űrhajójának üzemanyaggal való feltöltése és összeszerelésre való felkészítése 2021. január 16-án kezdődött, miután a NASA Exploration Ground Systems átvette kezelését. 2021. október 20-án az Orion űrhajót az VAB-be szállították, majd elhelyezték az SLS-en. Ezzel befejeződött az Artemis I összeszerelése a hármas csarnokban. A sok elvégzett integrált tesztelések és ellenőrzések közben a négy RS–25 motorok egyikének vezérlése sikertelen volt, így helyettesíteni kellett egy másikkal, ami elhalasztotta a rakéta elmozdítását a csarnokból.

### Felkészítés az indításra

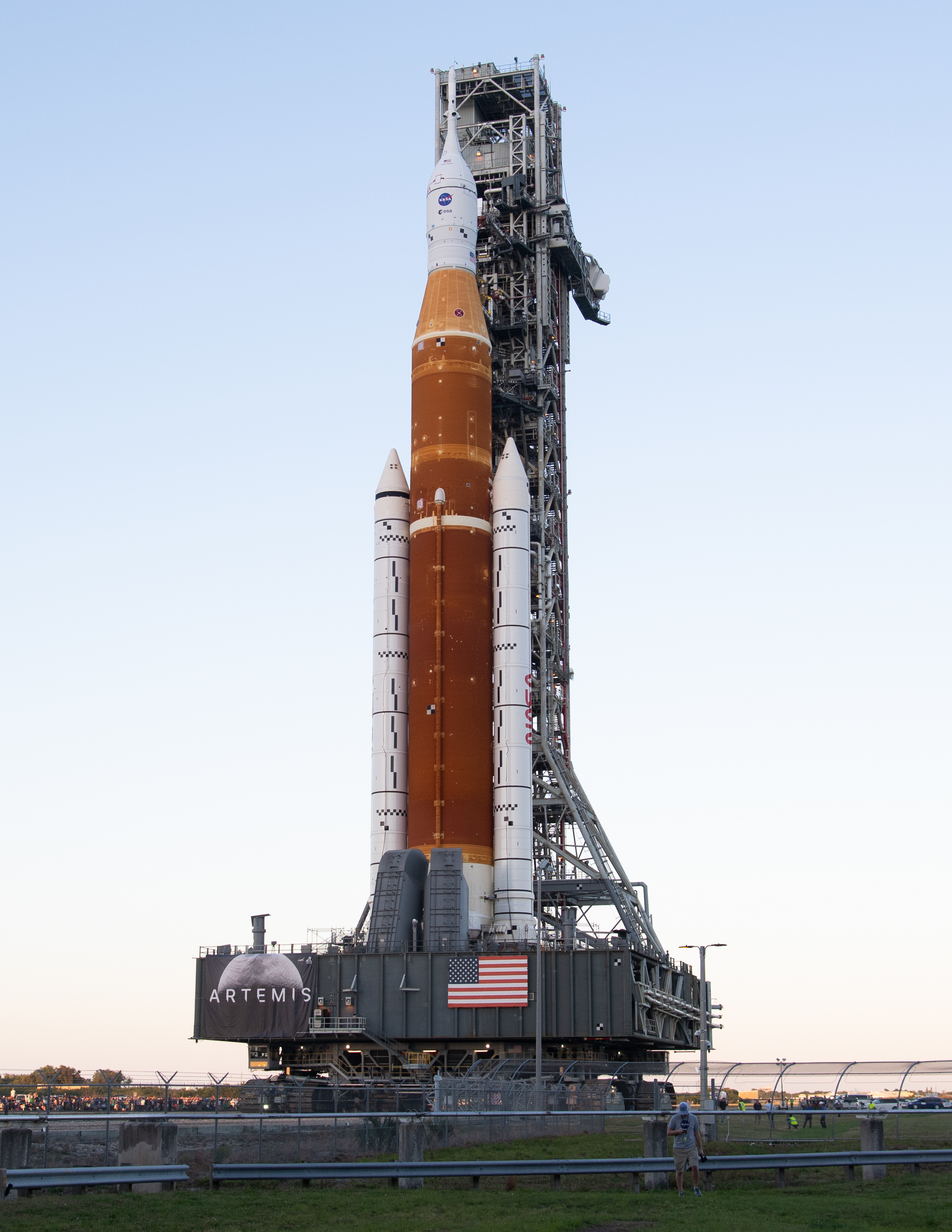
Az Artemis I, miután először elhagyta az összeszerelő csarnokot

2022. március 17-én az Artemis I először elhagyta a Vehicle Assembly Building hármas csarnokát, a folyékony rakéta-hajtóanyaggal végzett tesztekre. Az április 3-i tesztpróbát eltörölték egy nyomásprobléma miatt. A másnapi próbát is törölték, ezúttal a gázosított nitrogén leszállítása, a folyékony oxigén hőmérséklete és egy beragadt szelep miatt.
A harmadik tesztre való felkészülés közben az ICPS felső fokozatán félig nyitva maradt egy hélium szelep egy, az indításhoz használt karoktól letört gumidarabnak köszönhetően, amit követően ki kellett cserélni a szelepet a VAB-ben. A teszt következő végrehajtása idején nem töltötték fel üzemanyaggal a felső fokozatot. Ugyan sikeresen elkezdett feltöltődni az folyékony oxigén-tartály, a folyékony nitrogén betöltése közben szivárgást fedeztek fel a rakéta alján, ismét megszakítva a tesztelést.
A NASA úgy döntött, hogy visszaküldik a VAB-be a járművet, hogy megoldják a hidrogén-szivárgás problémáját és kicseréljék a szelepet, miközben kijavítják a nitrogénellátással kapcsolatos problémákat az LC–39B indítóállomáson. Az Artemis I április 26-án került ki ismét a VAB-ből, majd a javítások befejeztével június 6-án szállították vissza az indítóállomáshoz.
A negyedik teszt sokkal sikeresebb volt június 20-án, mindkét fokozatát teljesen fel tudták tölteni hajtóanyaggal. De a visszaszámlálás így se tudta elérni a tervezett T–9,3 másodperces határt, T–29-nél meg kellett állítani, hidrogén-szivárgás miatt. A NASA viszont ennek ellenére úgy döntött, hogy a tesztelések elég sikeresek voltak, így befejezettnek tekintette azt.
Július 2-án az Artemis I visszatért a VAB-be az utolsó indítás előtti előkészületekre és a hidrogén-szivárgás kijavítására. Ennek következtében a NASA két indítási ablakot vett figyelembe: augusztus 29-ét és szeptember 5-ét. Az SLS az indítás előtti szemlén augusztus 23-án átment, 5 nappal az első indítási ablak előtt.

### Első próbálkozások az indításra

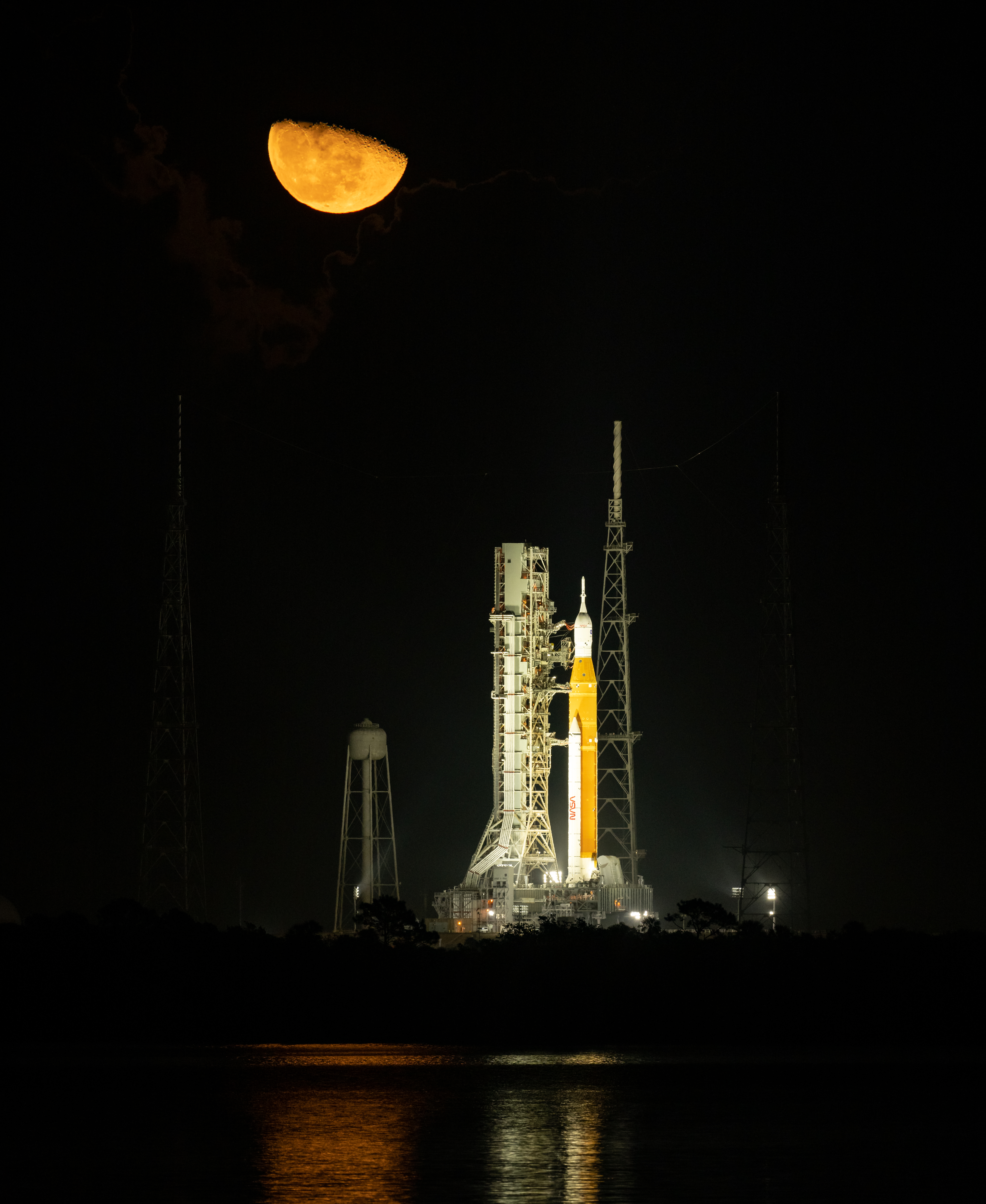
Az SLS a LC–39B indítóállomáson

Az üzemanyag feltöltésével augusztus 29-én, éjfél után kellett volna végeznie a NASA-nak, de óceánpart menti viharok miatt elhalasztották egy órával, csak 01:13-kor (EDT) tudták befejezni. A tervezett 08:33-as indítás előtt a hármas számú motor túlmelegedett. Egyéb problémák között volt egy 11 perces késés az űrhajó és az irányítóközpont közötti kommunikációban, az üzemanyag szivárgása, illetve a hidrogén-, és oxigén tartályok közötti szigetelésen talált szakadás. A NASA a halasztásokat követően és az indítási ablak lejárta után eltörölte az indítást. Később kiderült, hogy a magas hőmérsékletet egy hibás szenzor érzékelte.
Az első próbálkozást követően a második indítást szeptember 3 délutánjára tervezték. Az indítási ablak 14:17-kor (EDT) kezdődött volna és két órával később ért véget. Az indítást 11:17-kor törölték, miután problémák akadtak az üzemanyag ellátással. A szivárgás indokát nem tudták megtalálni, a legvalószínűbb indok egy hibás szelepsapka volt.
A következő próbálkozásra is több időpontot jelöltek meg: a legközelebbi időpont szeptember 19. lett volna, de később a küldetés menedzserei bejelentették, hogy szeptember 27. vagy szeptember 30. előtt biztosan nem lesz indítás, amíg a NASA ki nem javítja a szivárgást. A szeptemberi indításhoz szükséges lett volna, hogy az Egyesült Államok Űrhadereje beleegyezzen a rakéta megsemmisítési rendszere hitelesítésének meghosszabbításába, ami elpusztítaná a járművet, mielőtt egy lakott területre zuhanna. Ugyan szeptember 22-én megkapták az engedélyt, az Ian hurrikán miatt le kellett mondaniuk a szeptember 27-i indítást és felkészíteni a rakétát a VAB-be való visszaszállításra.
November 12-én, a Nicole hurrikán miatt történt halasztások után a NASA úgy döntött, hogy november 16-ra és 19-re fogja kérni a következő indítási ablakot. Eredetileg 14-én lett volna az első ablak, de a hurrikán miatt attól is kénytelenek voltak visszalépni. A vihar közeledésével a NASA úgy döntött, hogy az indítóállomáson hagyja a rakétát, arra hivatkozva, hogy a szél sebessége valószínűtlen, hogy átlépné a rakéta tervezett maximum ellenálló képességét. Az elvárások szerint a szél nem lett volna több, mint 47 km/h, 74 km/h-ás széllökésekkel. A Nicole Florida partjaihoz már egyes kategóriájú hurrikánként érkezett meg, 137 km/h-ás széllel és 160 km/h-ás széllökésekkel, bőven átlépve a rakéta ellenálló képességét. A NASA ugyan újabb szemléket végzett a rakétán, november 15-én megadták a zöld utat az indításhoz, az üzemanyagtartályok feltöltése 15:30-kor (EST) kezdődött.

## Útja
Minden időpont UTC időzónában feltüntetve (kivéve, ahol az jelezve van).

### Indítás

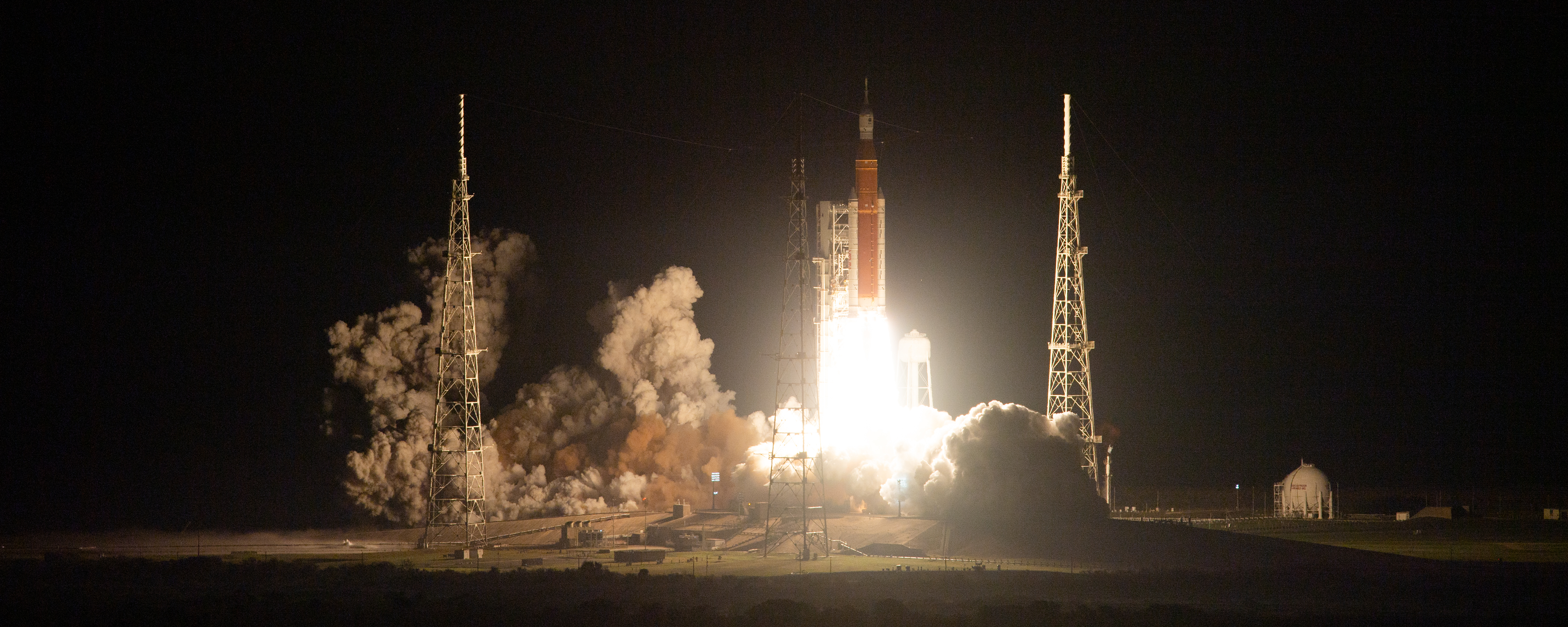
Az Artemis I indítása

01:47:44-kor EDT (06:47:44 UTC), 2022. november 16-án az Artemis I sikeresen elindult a 39B indítóállomásról, a Kennedy Űrközpontból. Az Artemis I volt az első indítás az LC–39B-ről, a 2009-es Ares I–X indítása óta. Az Orion űrhajó és az átmeneti folyékony-meghajtású fokozat (ICPS) nyolc perccel az indítás után vált el a Space Launch Systemtől és került pályára.

### Út a Holdhoz

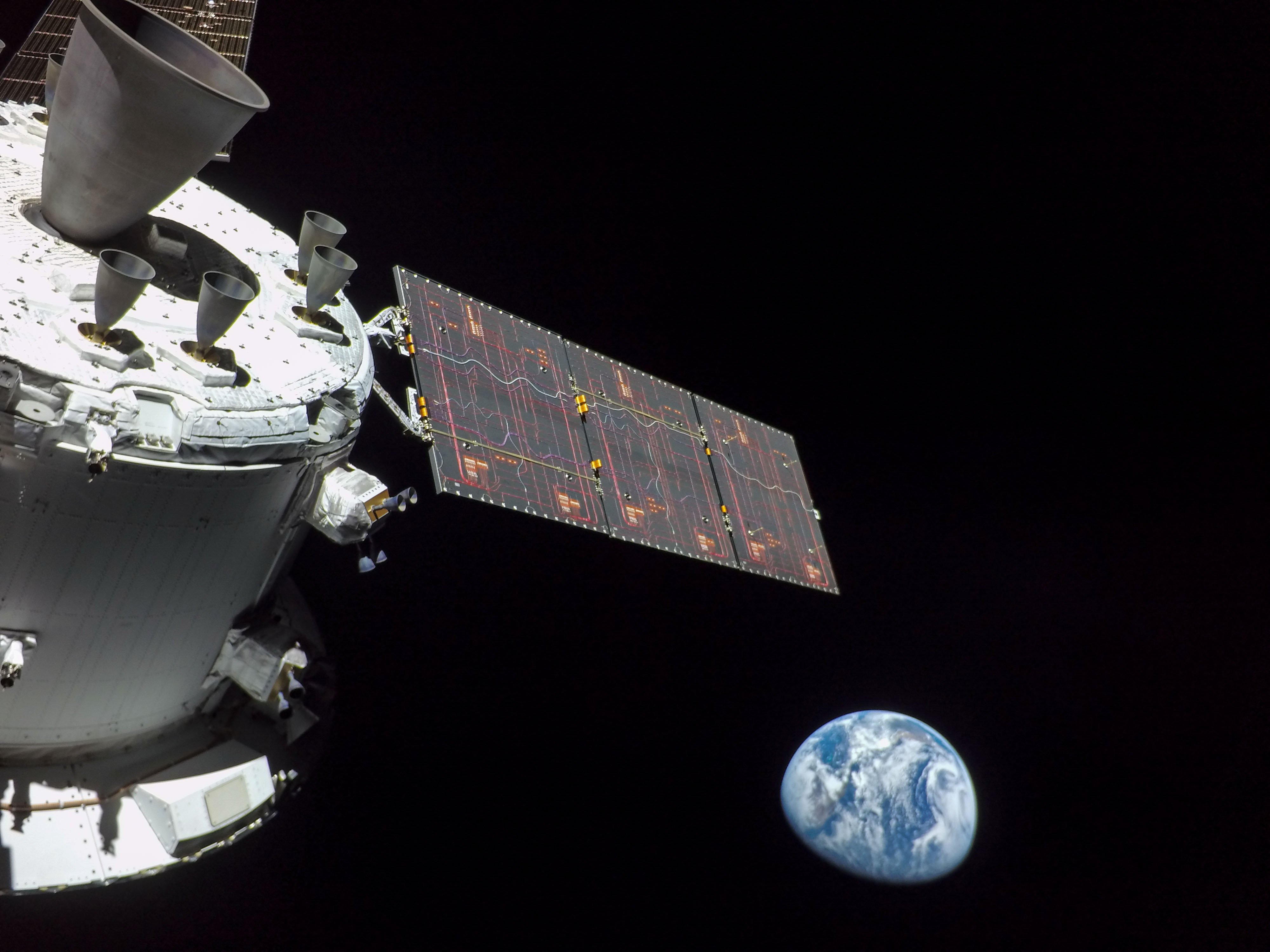
A Föld az Orionról, miután az megkezdte útját a Hold felé

Az indítás után 89 perccel az ICPS nagyjából 18 percig volt működésben, hogy pályára állítsa az űrhajót a Hold felé. Ezt követően az Orion levált a már felhasznált fokozatoktól és saját segédrakétáival biztos távolságba helyezte magát a rakétától. Útja közben pályára állította a tíz CubeSat műholdat. Az ICPS három és fél órával az indítás után végezte el utolsó manővereit, majd levált az űrhajóról és Nap körüli pályára került.
2022. november 20-án, 19:09-kor az Orion belépett a Hold gravitációs vonzásába, ahol a járműre már nagyobb hatással volt az égitest gravitációja, mint a Földé.

### Hold körüli pályán

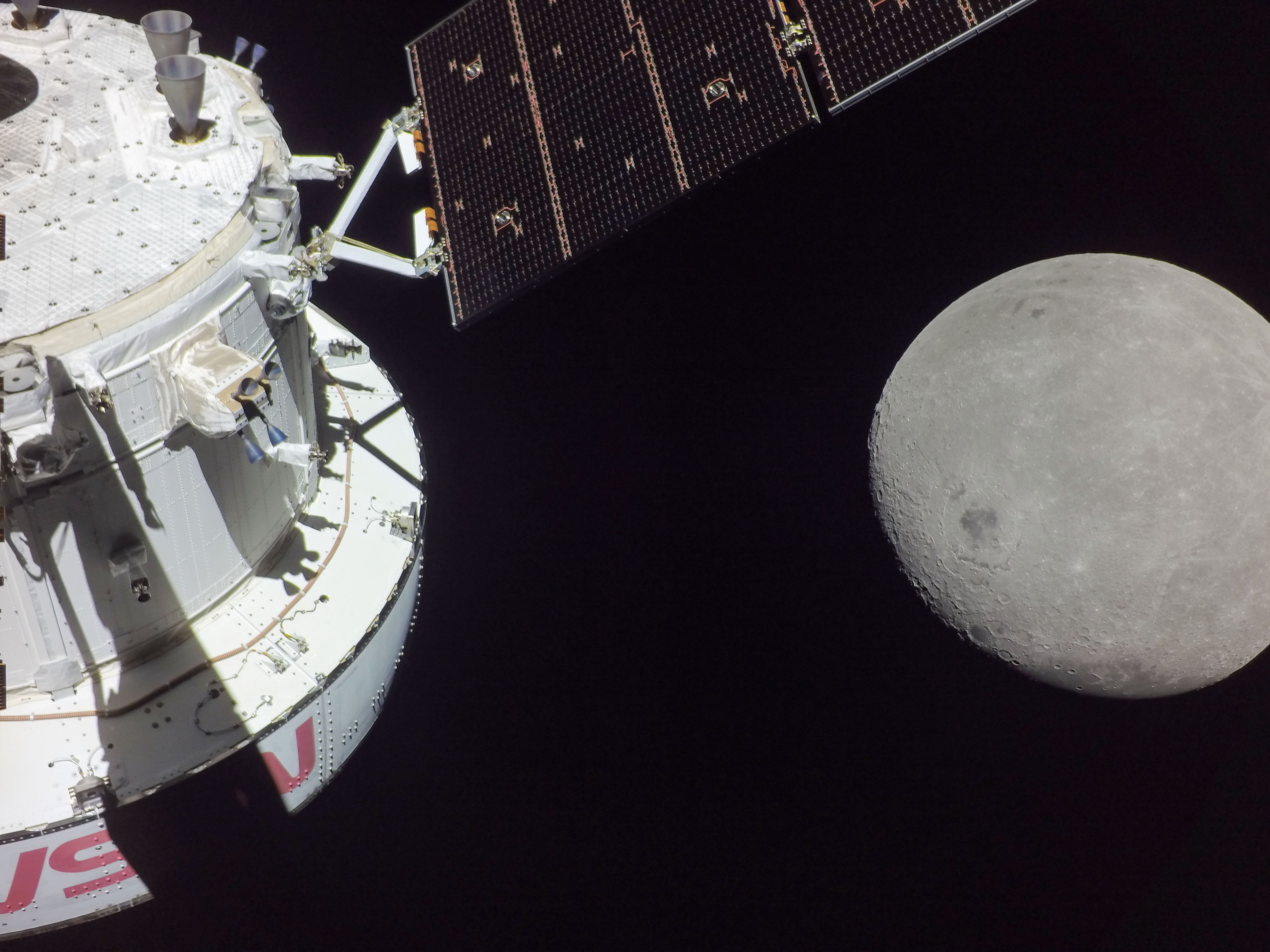
A Hold távoli oldala

2022. november 21-én az Orion elvesztette a kommunikációt a NASA-val, mikor elhaladt a Hold mögött, 12:25 és 12:29 között. Itt, egy automatikusan irányított manőver alatt 12:44-kor megkezdődött az első pályamódosító égetés, ami az Oriont egy távoli retrográd pályára helyezte. A manőverezési rendszer két és fél percig volt működésben. Az Orion 12:57-kor volt legközelebb a Hold felszínéhez, nagyjából 130 kilométerre. A következő égetés november 25-én történt, egy percig és harmincnyolc másodpercig, megváltoztatva az űrhajó sebességét 398 km/h-val. November 26-án, 13:42-kor az Orion hivatalosan is a Földtől legtávolabb lévő, emberek szállítására is képes és a bolygóra visszatérő jármű lett. A rekordot korábban az Apollo–13 küldetése tartotta, 400 171 kilométerrel.

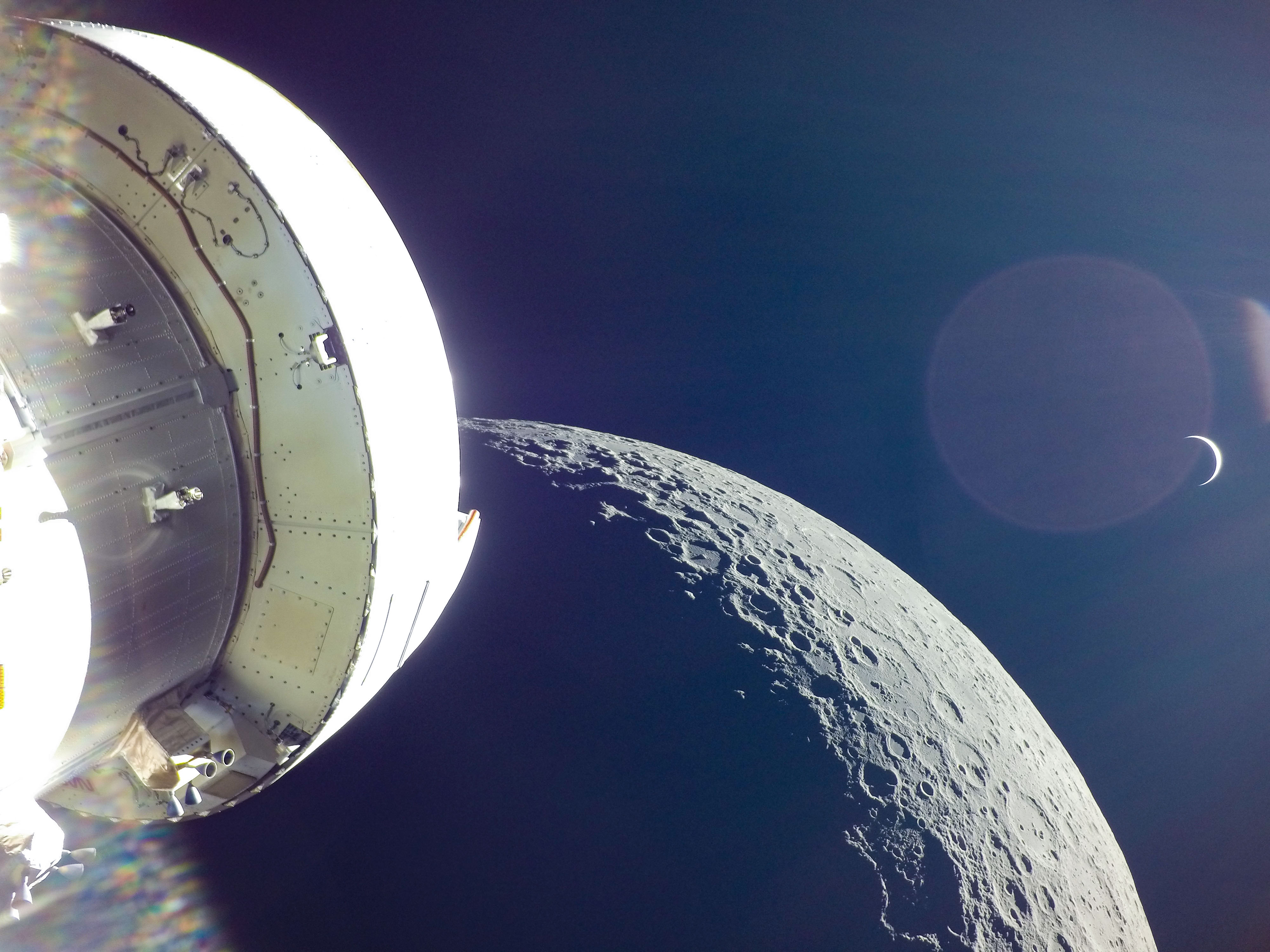
Földfelkelte a Hold mögött, 2022. december 5-én

2022. november 28-án az Orion 432 210 kilométerre volt a Földtől, a legtávolabbi pont a küldetés ideje alatt. Két nappal később az űrhajó kijavította pályáját és elkezdte lassítani magát egy december 1-re tervezett égetésre (21:53-kor), hogy elhagyja retrográd pályáját a Hold körül, megkezdve útját vissza a Földre.
2022. december 5-én, 16:43-kor az űrhajó 128 kilométerre volt a felszíntől, legközelebbi pontján, mielőtt megkezdte volna égetését a Föld felé, hogy elhagyja a Hold gravitációs mezejét. Az Orion ismét elhaladt a Hold mögött, fél órára kapcsolatot veszítve az irányító központtal. A Hold melletti elrepülés előtt az űrhajót elektromos rendellenesség érte, amit gyorsan meg tudtak oldani.

### Visszaút a Földre
2022. december 6-án, 07:29-kor az Orion elhagyta a Hold gravitációját, amit egy rövid pályakorrekció, illetve a legénységmodult védő rendszerek és az ESM szemléje követett. A következő napokban az irányító központból több rendszerellenőrzést is végeztek, felkészülve a Földre való visszatérésre. 2022. december 10-én bejelentették, hogy az űrhajó becsapódása a Guadalupe-sziget közelében lesz, az Alsó-Kaliforniai-félsziget partjainál. A légkörbe történő belépés előtti öt órában még hat pályakorrekciót végeztek el.

### Belépés a légkörbe és Földet érés

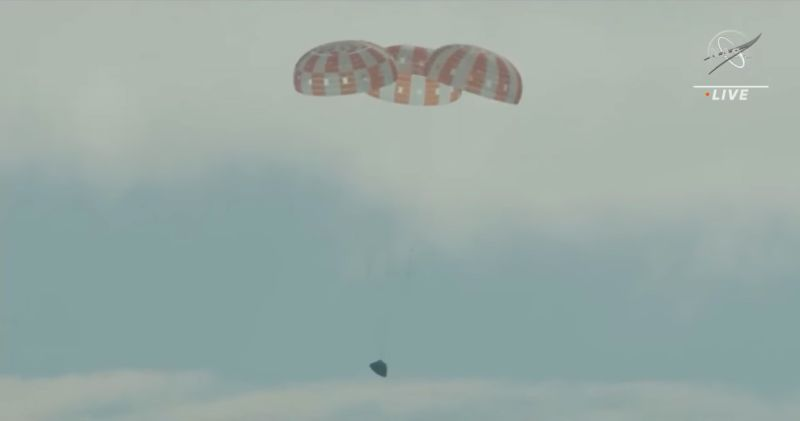
Az Orion leszállása közben, 2022. december 11-én

Az űrhajó szervizmoduljától 17:00-kor vált el, 2022. december 11-én, majd belépett a Föld légkörébe 17:20-kor, közel 40 ezer km/h-ás sebességgel. Ez volt az első alkalom, hogy az Egyesült Államok úgynevezett skip entry-t használt a belépésre, aminek részeként a két részben véghezvitt lassulásnak köszönhetően az űrhajóban lévő emberekre kisebb lenne a nyomás, mint az Apollo-stílusú belépésnél. A Csendes-óceánba 17:40-kor csapódott be az Orion, az Alsó-Kaliforniai-félszigettől nyugatra, a Guadalupe-sziget közelében. A Földet érés után a NASA személyzete és az USS Portland legénysége kimentette az űrhajót a vízből, annak tervezett óceáni tesztelését követően. Mielőtt egy csörlő segítségével a hajóra emelték volna az Oriont, két órát töltöttek tesztelésével és fényképezésével, aminek fő célja a légkörbe való belépés nyomainak megtalálása volt. A mentőcsapat tagjai között volt a haditengerészet, az űrhaderő, a Kennedy Űrközpont, a Johnson Űrközpont és a Lockheed Martin személyzete. Az Orion december 13-án érkezett meg San Diego kikötőjébe.

## Hasznos teher

### Áttekintés

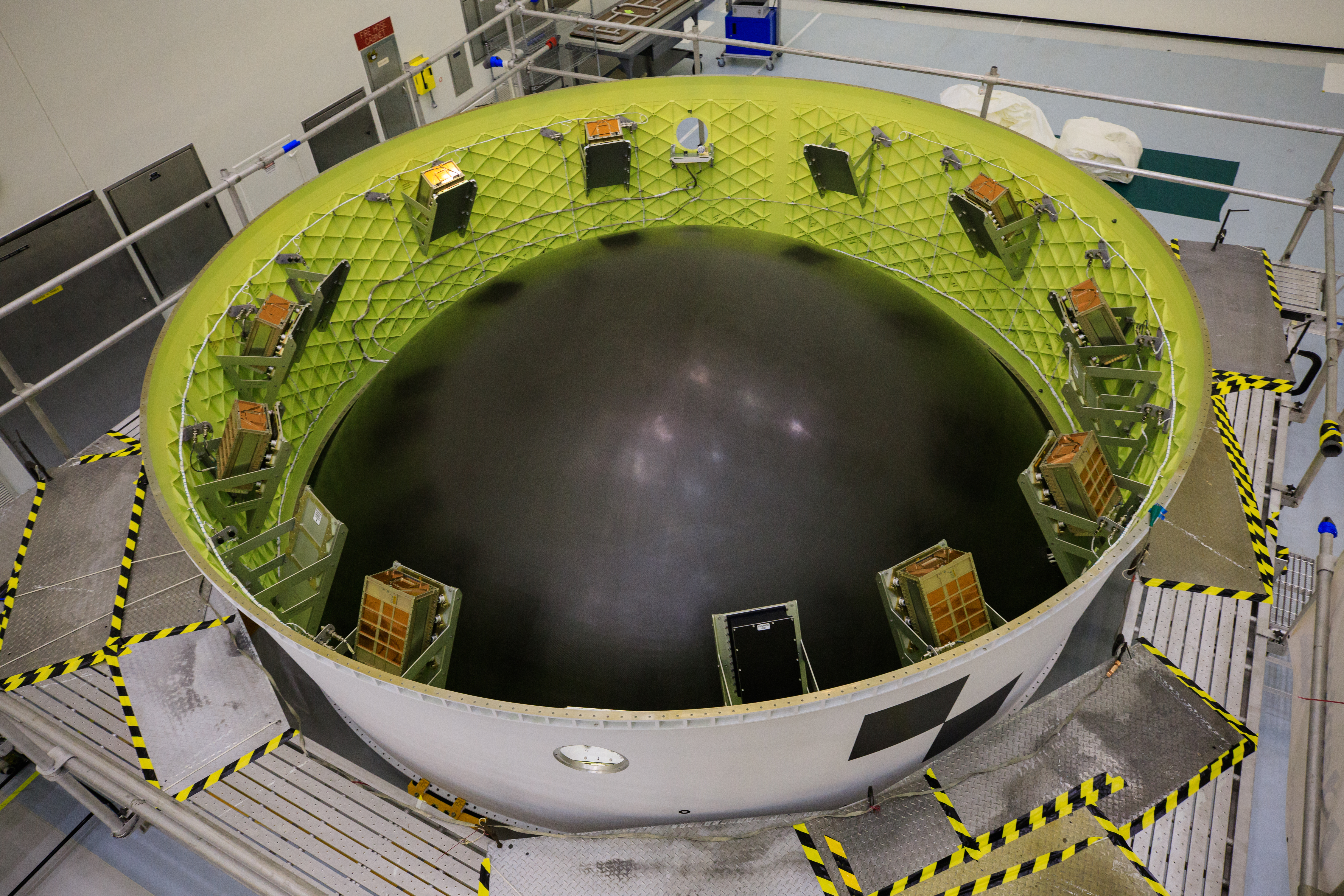
Az Orion fokozat-adaptere, tízből kilenc elhelyezett CubeSat műholddal

Az Orion három űrhajóst szimuláló próbabábut szállított magával, aminek célja a rájuk ható külső erők mérése volt. ACaptain Moonikin Campos nevű bábu foglalta el a parancsnoki széket.
A Moonikin mellé még két bábut helyeztek el, Helgát és Zohart, akik átestek a Matroshka AstroRad Radiation Experiment (MARE) kísérleten, amit a NASA vitt véghez a Német Űrhajózási Központ és az Izraeli Űrügynökség közreműködésével, a sugárzási szintek mérésének céljával. Zohart az Astrorad védte, amire elhelyeztek szenzorokat. Helga nem viselte a mellényt, hogy le tudják mérni a két bábut érő sugárzás közötti különbséget. A három bábu mellett az Orionon elhelyeztek Snoopy és Shaun, a bárány plüssállatokat, amik az ESA European Service Module-ját képviselték.

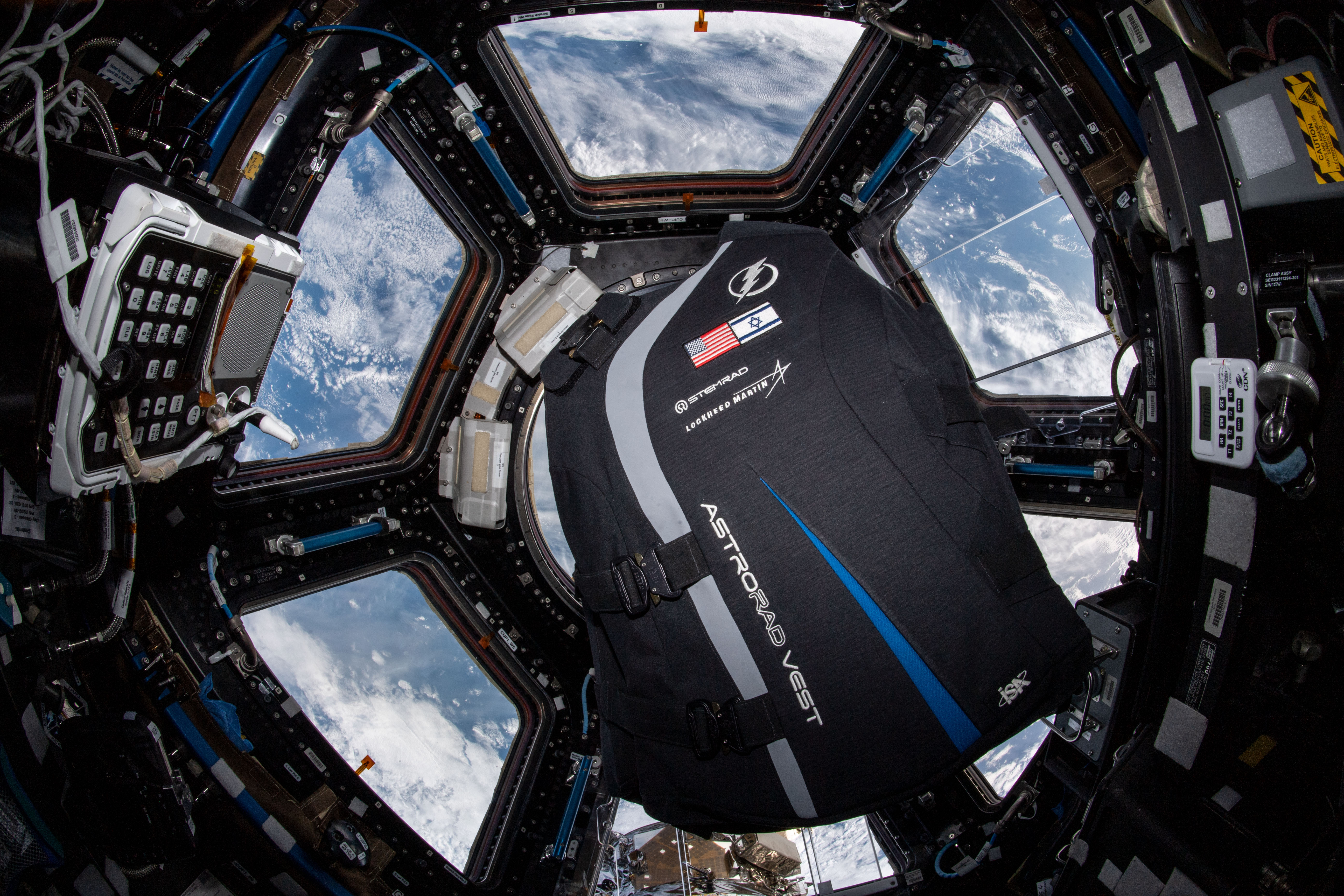
Az AstroRad mellény a Nemzetközi Űrállomás fedélzetén

Ezek mellett az Artemis szállított kevésbé hasznos terhet is, mint matricák, zászlókat és magokat. A Lockheed Martin által, az Amazon és a Cisco közreműködésével kifejlesztett Callisto technológiai bemutatót, ami videóhívások segítségével küldött képeket és egyéb felvételeket. Az Alexa MI-asszisztenst használta üzenetek megválaszolására.

### Cubesat
A kiválasztott CubeSat műholdak a következők:
- ArgoMoon
- BioSentinel
- CubeSat for Solar Particles
- EQUULEUS
- Lunar IceCube
- Lunar Polar Hydrogen Mapper
- Near-Earth Asteroid Scout
- OMOTENASHI
- LunIR
- Team Miles

## Marketing

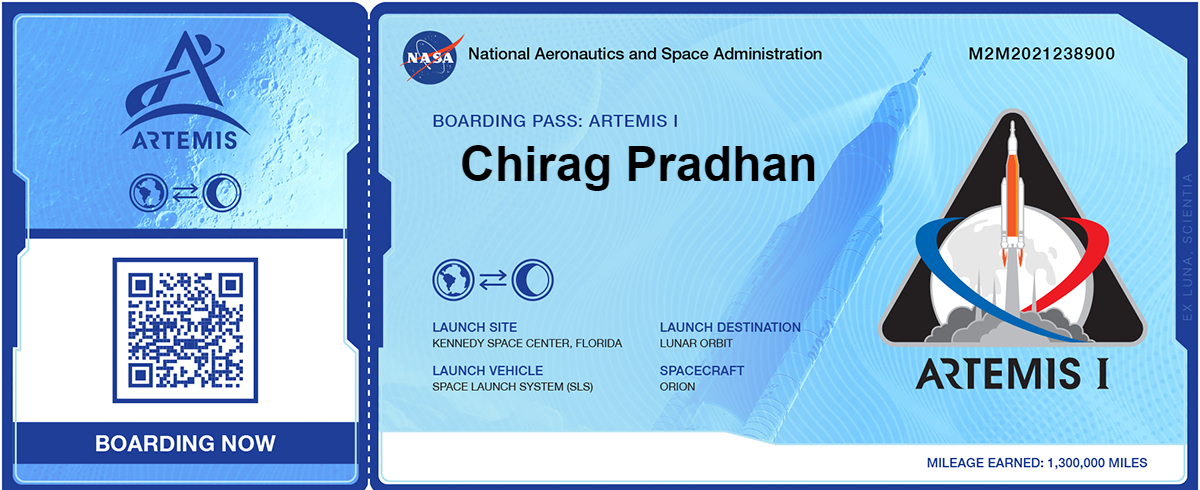
A NASA által hirdetett digitális „beszállókártyák” az űrrepülés népszerűsítésére

A NASA designerei hozták létre az SLS, Orion és Exploration Ground Systems csapatok repülésjelvényét. Az ezüst színű kerülete az Orion űrhajó színét jelképezi, középen az SLS és az Orion látható, míg a körülötte lévő három torony a 39B indítóállomást illusztrálja, ahonnan a repülést indították. A piros és kék vonalak, amik a háttérben látható Holdat veszik körbe a misszión dolgozó amerikai és európai embereket képviselik.
Az Artemis I-et úgy hirdették, mint a „Holdtól a Marsig” program kezdete, annak ellenére, hogy 2023-ban még nincs konkrét terv emberes Marsra szállásról. A program népszerűsítésére a NASA létrehozott egy weboldalt, ahonnan digitális beszállókártyákat lehetett letölteni. A feltöltött neveket feltöltötték egy adattárolóra, amit elhelyeztek az Orionon. Ezek mellett helyet kapott az űrhajón 14 ezer esszé is, amit a NASA által kiírt pályázatra adtak be.

## Galéria

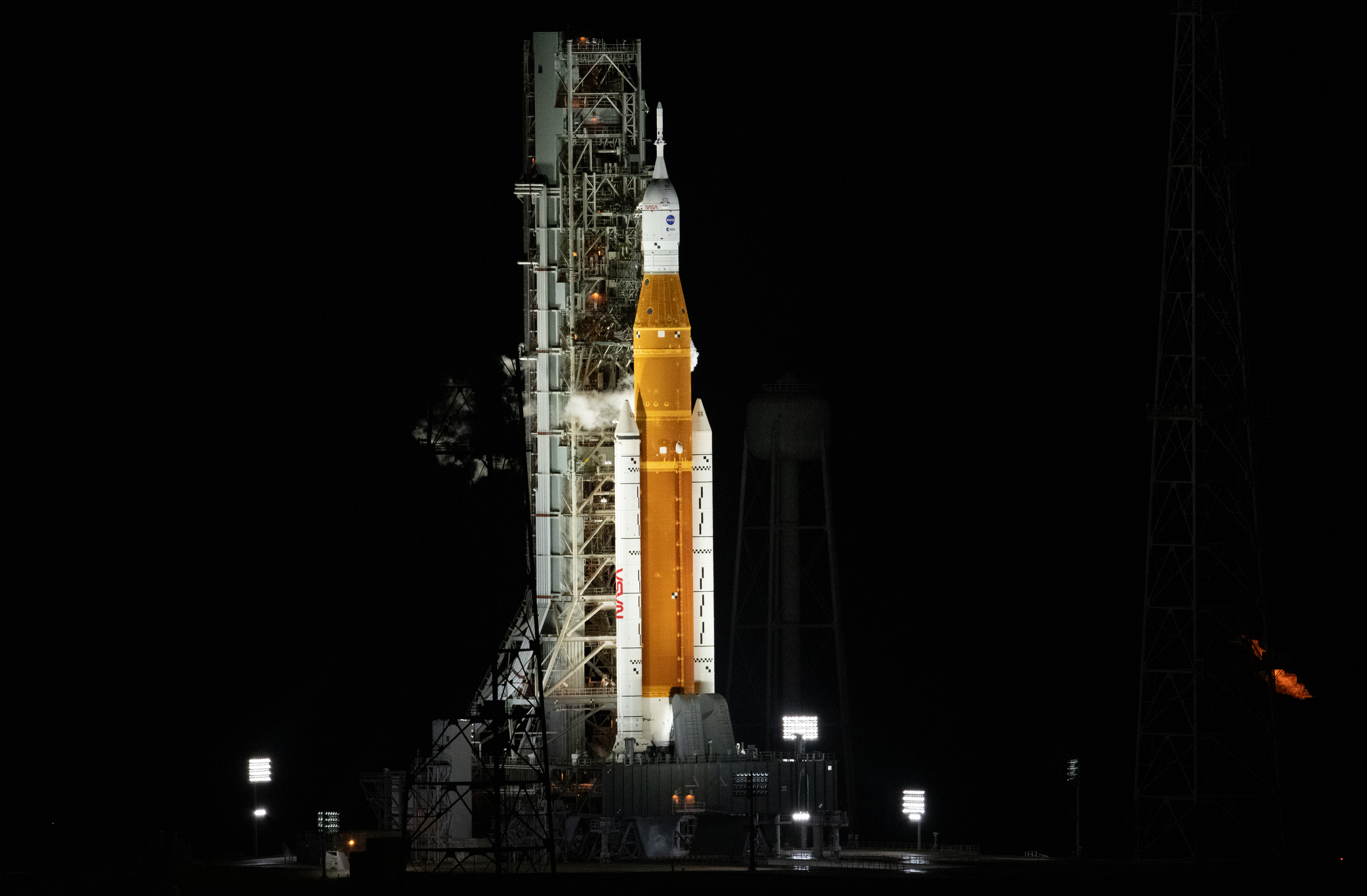
Egy órával az indítás előtt
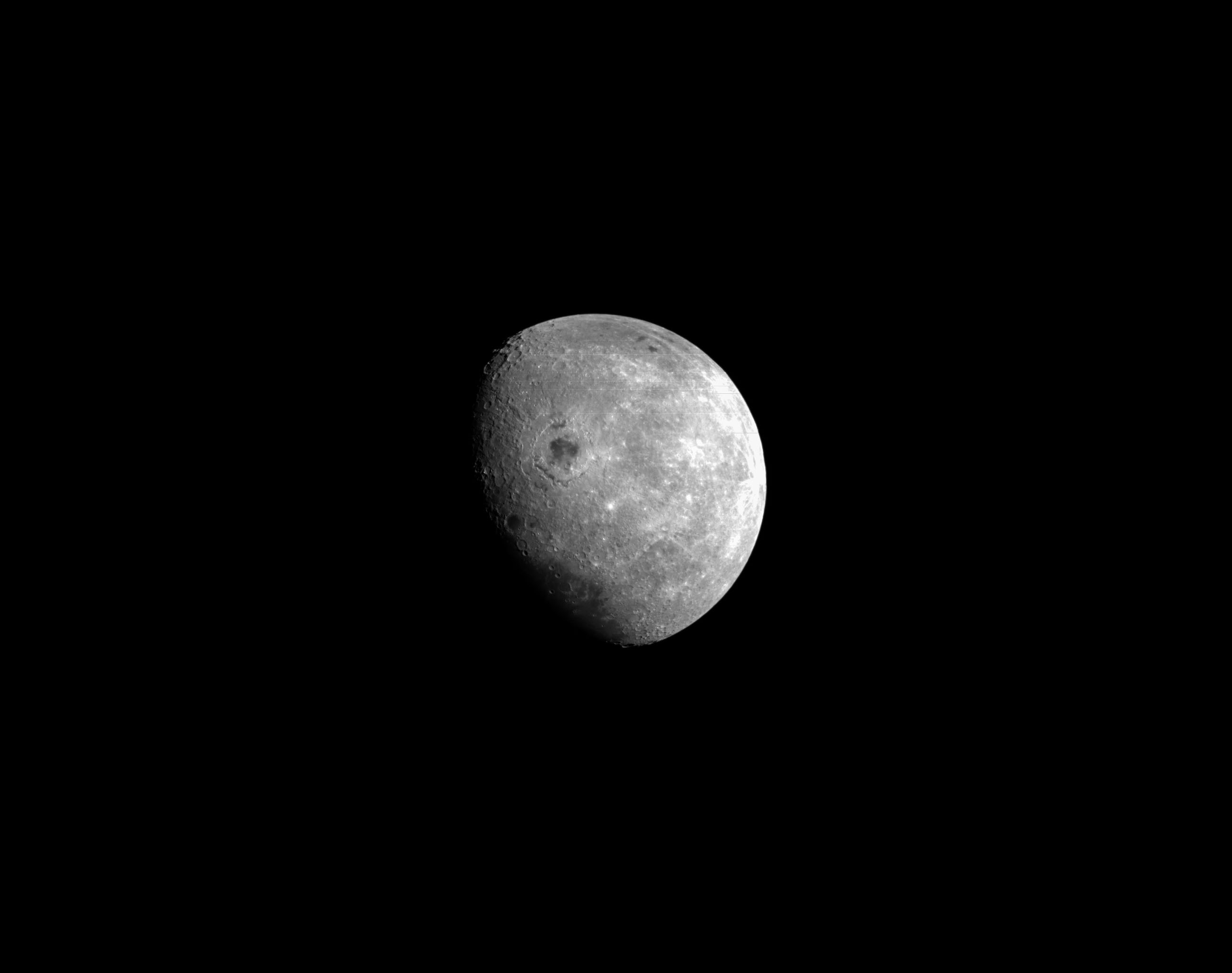
A Hold az Orion fedélzetéről, a küldetés hatodik napján
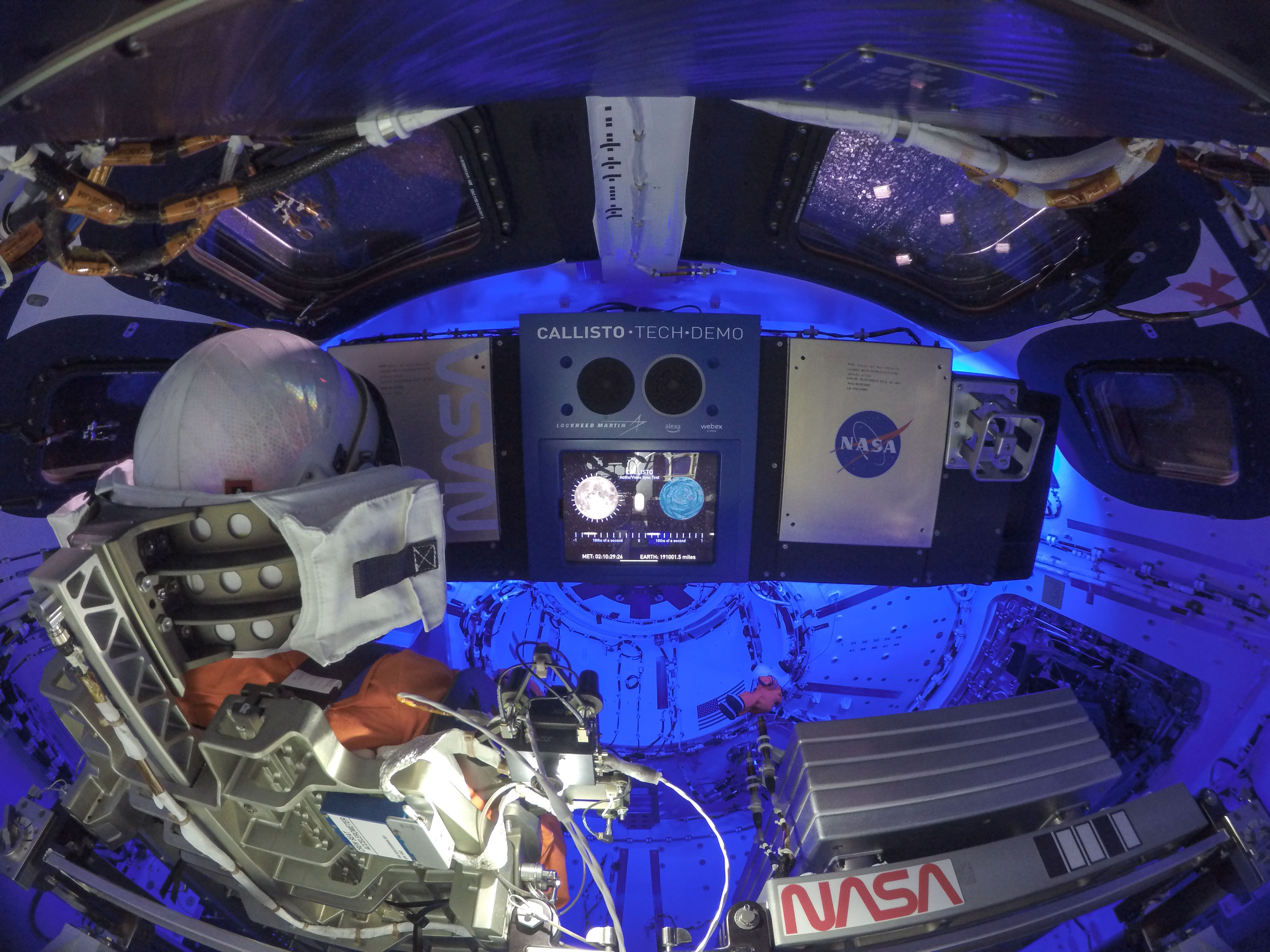
Az Orion belseje
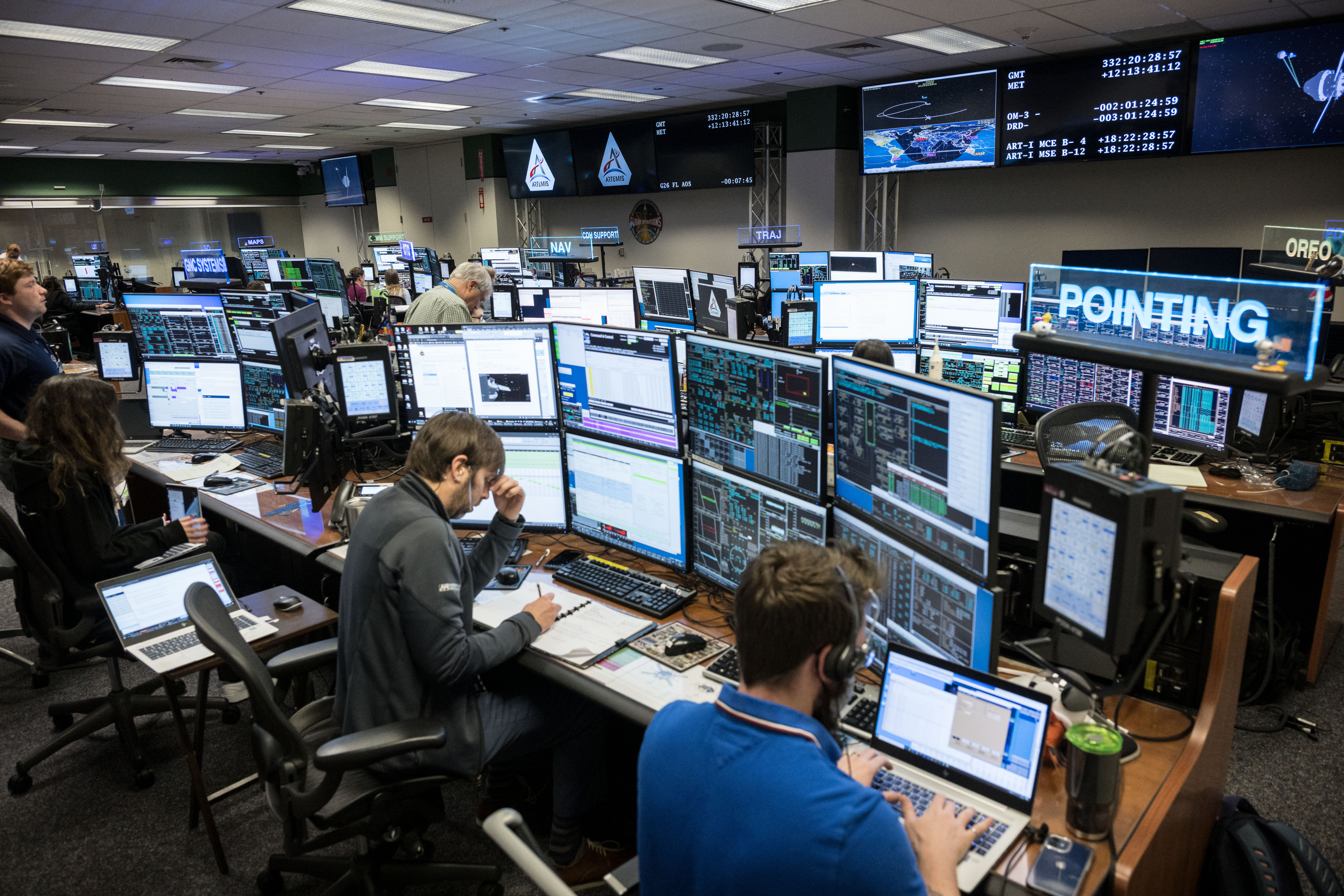
Az irányítóközpont az indítás napja
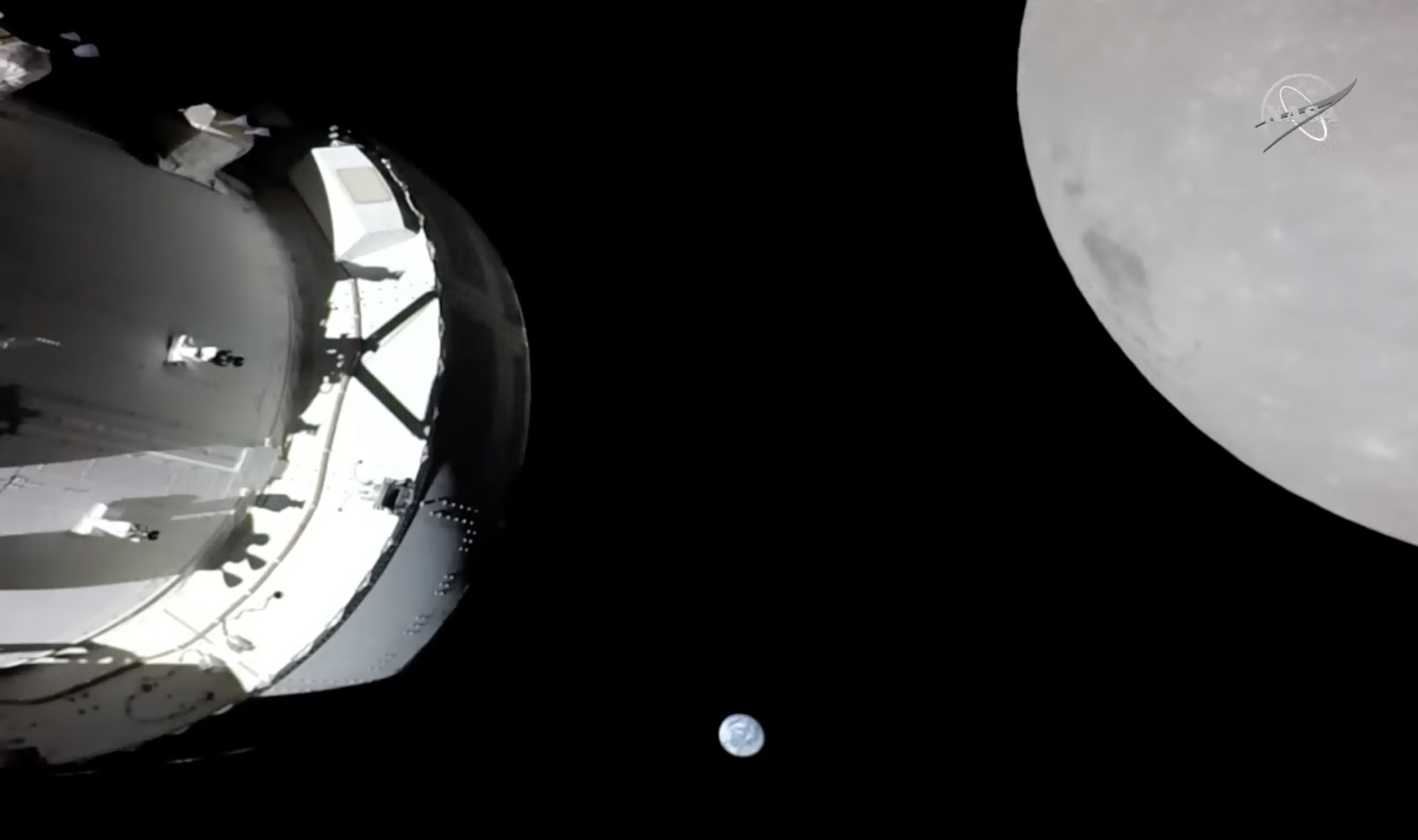
Az Orion a kommunikáció megszakadása és pillanatokkal az első Hold melletti repülése előtt
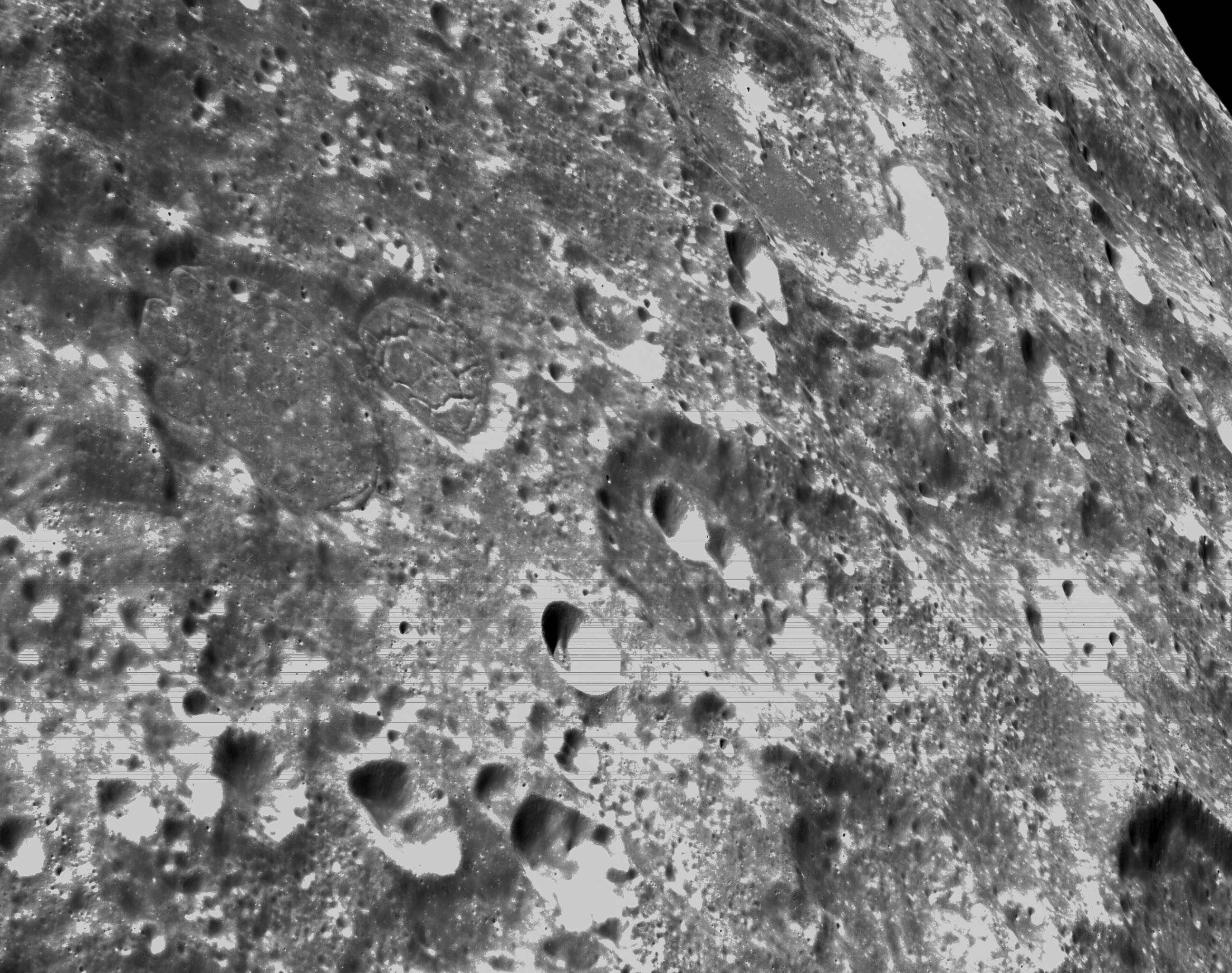
A Hold felszíne az Orionról
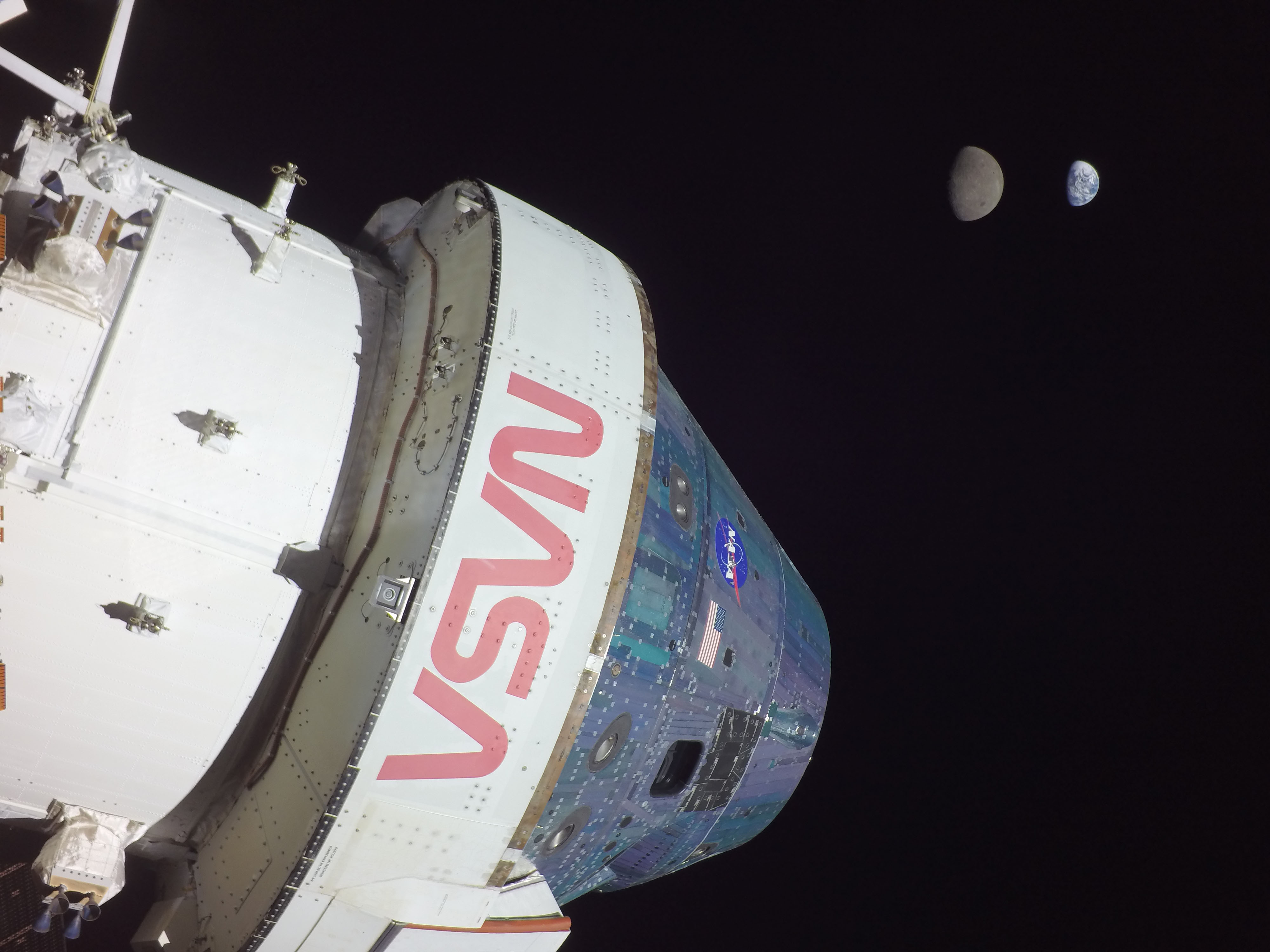
Az Orion űrhajó, a Hold és a Föld az Artemis I pályájának Földtől legtávolabbi pontján
Az Artemis I képe a földről, leszállása előtt
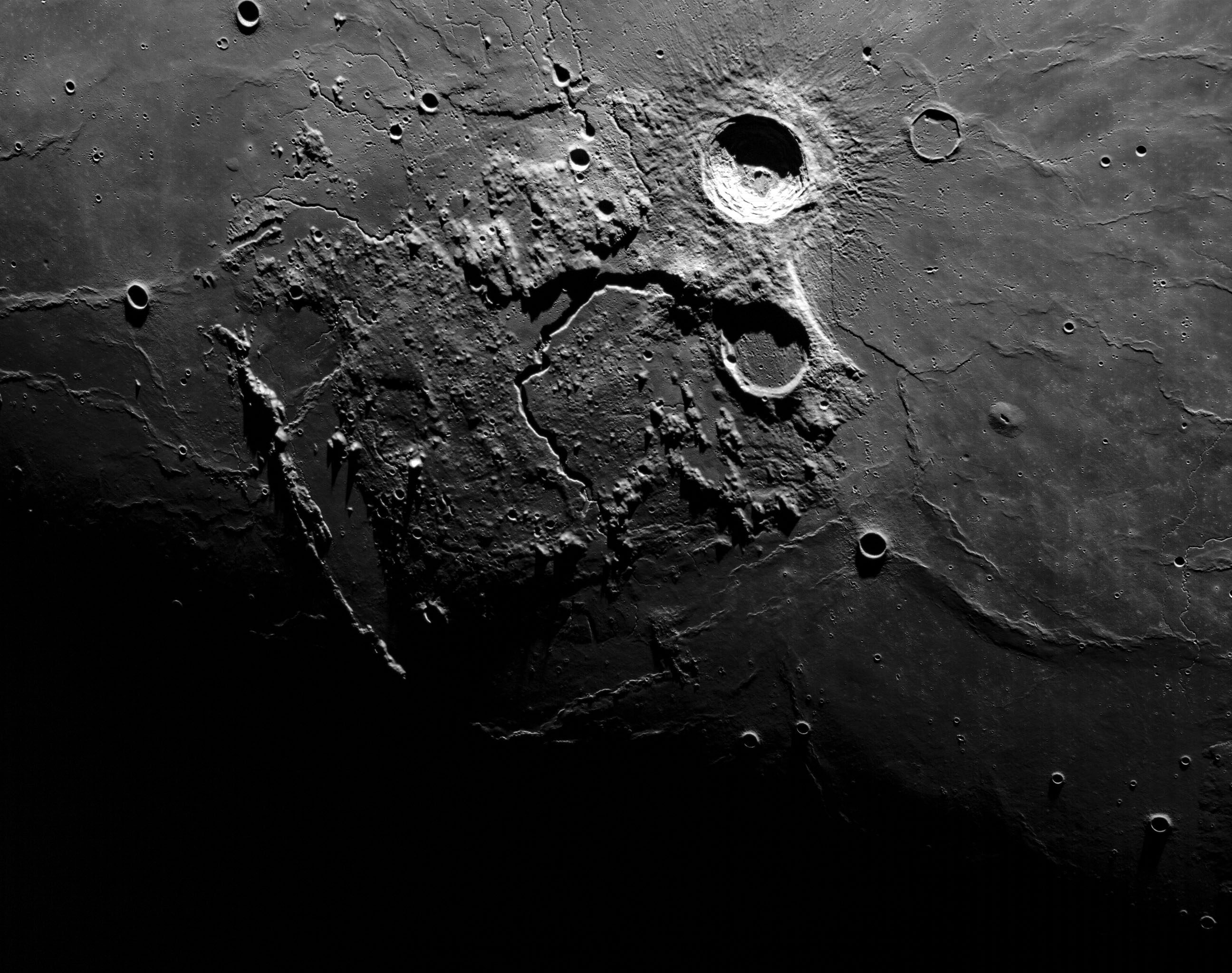
Kráterek a Holdon, a napválasztó vonal közelében
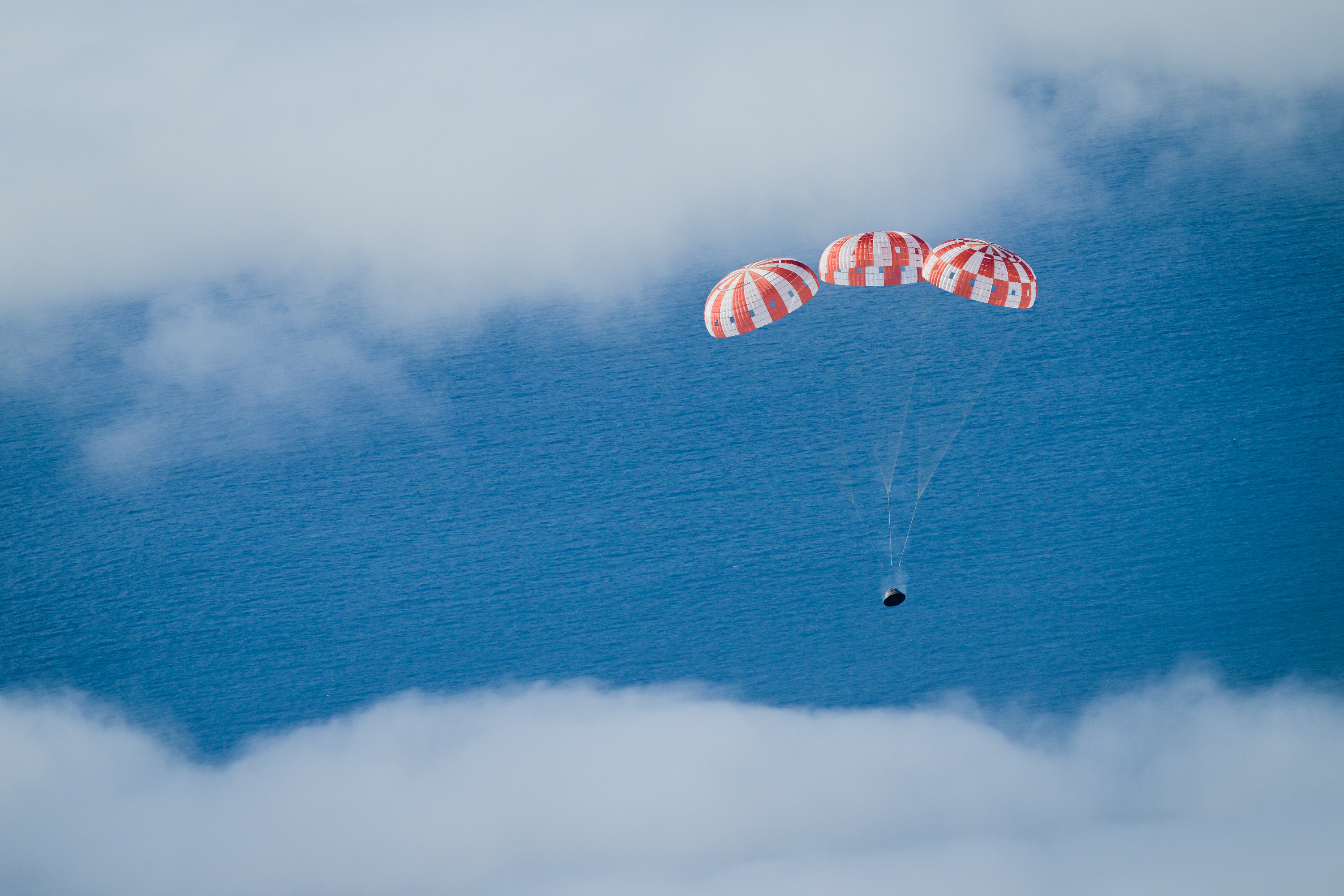
A Orion a Csendes-óceán felett
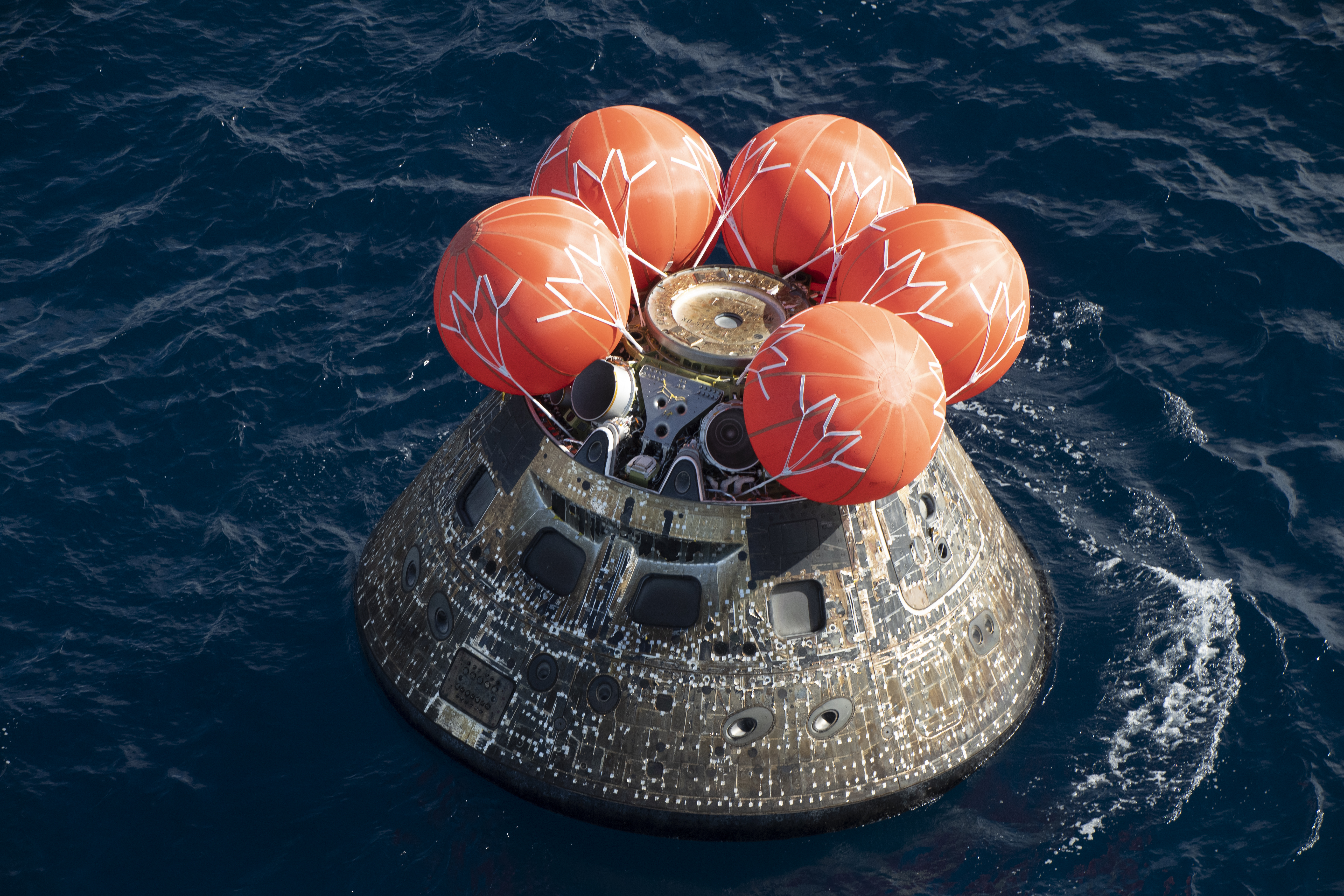
Az Orion űrhajó a Csendes-óceánban a leszállás után